# Arnold Heertje

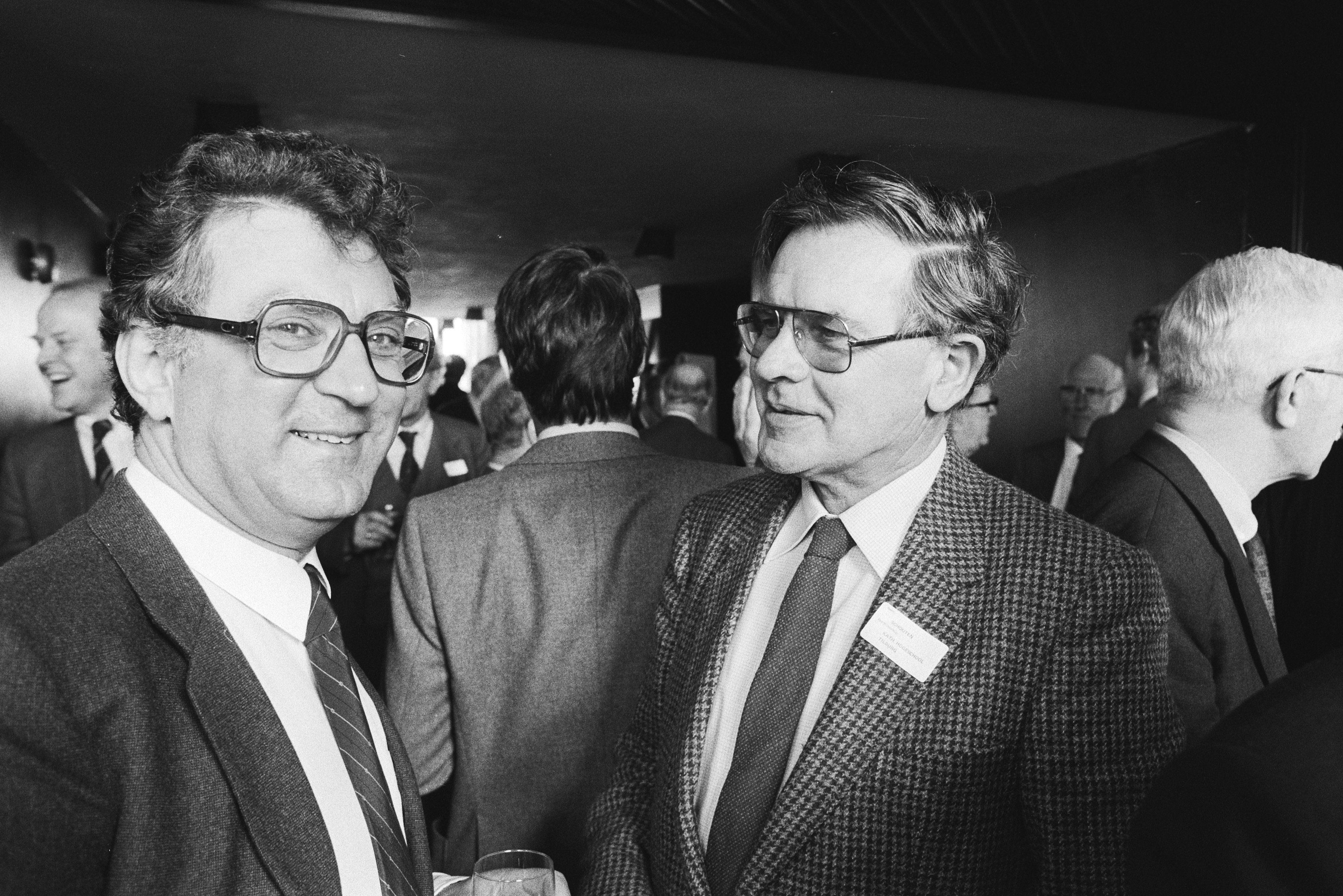
Arnold Heertje (links) met D.B.J. Schouten in 1983

Arnold Heertje (Breda, 19 februari 1934 – Naarden, 4 april 2020) was een Nederlands econoom, hoogleraar en publicist. Van 1964 tot aan zijn emeritaat in 2006 bekleedde hij diverse leerstoelen aan de Universiteit van Amsterdam.

## Loopbaan
Heertje, telg uit een Joods gezin, groeide grotendeels op in Arnhem. Het gezin bestond uit vader Maurits Heertje (chemicus), moeder Estella Heertje-Philips, de kinderen Arnold (Nolly), Isaäc (Isch of Ies) en Lena. Tijdens de Tweede Wereldoorlog dook het gezin op 17 november 1942 onder. De toen achtjarige Heertje kwam terecht bij diverse onderduikadressen bij communistische gezinnen in Arnhem, Amsterdam, Wormerveer en uiteindelijk bij gereformeerde gezinnen in Nieuw-Vennep. Hij was onder de indruk van het christelijke geloof en vatte het plan op om predikant te worden. Zowel Arnold als Isaäc, Lena en zijn ouders overleefden de oorlog. Nadien wilde hij zijn tijdens het onderduiken opgevatte christelijke geloof voortzetten, wat zijn moeder belette tot hij achttien jaar zou worden. Naast het geloof van zijn onderduikouders maakte ook hun armoede indruk op de jonge Heertje, die hieruit de inspiratie putte om uiteindelijk economie te gaan studeren.
In 1951 behaalde Heertje zijn diploma HBS-b aan de toenmalige Lorentz HBS in Arnhem. Hij was een klasgenoot van de hoogleraar wiskunde Henk Jager. Hierna studeerde hij economie aan de Universiteit van Amsterdam en slaagde (cum laude). Aan dezelfde universiteit promoveerde hij in 1960 op zijn proefschrift over de prijstheorie van het oligopolie. Van 1958 tot 1968 gaf hij les aan het Joodse Maimonides Lyceum, waarbij hij tussentijds in 1963 en 1964 lesgaf hij aan het Baarnsch Lyceum.
In 1962 verscheen de eerste editie van De Kern van de Economie – Onderbouw (voorheen: Elementaire Economie), oorspronkelijk als een leerboek voor de hbs-A en later als een leerboek voor het derde leerjaar van de havo en het vwo. Uit onderzoek in 1972 is vast komen te staan dat 85% van de vwo-scholen koos voor dit boek Er zijn 'ruwweg' een miljoen exemplaren van dit boek verkocht en nog steeds staan nieuwe uitgaven bij sommige scholen, zoals het Barlaeus Gymnasium in Amsterdam en het Montessori Lyceum Rotterdam, op de boekenlijst.
Van 1964 tot 1999 was Heertje hoogleraar staathuishoudkunde aan de juridische faculteit van de Universiteit van Amsterdam; vanaf 1997 tot 2006 was hij daar (eveneens) bijzonder hoogleraar in de geschiedenis van de economische wetenschap. Op 3 mei 2006 ging hij met emeritaat. Heertje was verbonden aan het Vossius Gymnasium te Amsterdam waaraan hij in 1999 enige maanden les heeft gegeven. Hij was lid van de Koninklijke Nederlandse Akademie van Wetenschappen.
Begin maart 1990 gaf Heertje alsnog een voldoende voor het economie-tentamen dat rechtenstudent R.J. Lambach in december 1988 bij hem had afgelegd. Heertje voerde daarmee het vonnis uit dat de Rechtbank Amsterdam wees in het kort geding van de student tegen de hoogleraar.

## Maatschappelijke betrokkenheid
Heertje is, met uitzondering van een kortstondige overstap naar DS'70 in de jaren zeventig, altijd lid geweest van de PvdA. Hij was wel een kritisch lid. Hij staat bekend om zijn ongezouten meningen waar het het bestuur aangaat. Zelf zei hij daarover: "Het imago van ruziemaker is onderdeel van mijn biografie. Ik kom in opstand als ik mij onrechtvaardig bejegend voel." Volgens hem zijn bestuurders vaak incompetent; die kwalificatie gaf hij onder andere aan Tineke Netelenbos en Annemarie Jorritsma. Hij was een verklaard tegenstander van de aanleg van de Betuweroute. Hij was een van de zeven onafhankelijke professoren die zich uit eigen beweging in het openbaar tegen de aanleg keerden, omdat deze alleen maar geld zou kosten. Ook waren de professoren bezorgd vanwege de sterk manipulatieve aanpak van het ministerie van Verkeer en Waterstaat. Zijn collega's en hij waren niet overtuigd van de opbrengst die door de aanstichters werd voorgespiegeld.
Heertje keerde zich eveneens tegen de aanleg van de Amsterdamse Noord/Zuidlijn omdat hij vond dat de stad over onvoldoende expertise beschikte. Zowel organisatorisch, technisch als financieel voorzag hij een debacle. De publieke sector zou door de private sector bij de neus worden genomen.
Heertje hoorde bij de groep economen die de stelling verdedigen dat het speelveld van de economie veel meer omvat dan slechts dat wat in geld kan worden uitgedrukt en of afgemeten: door (vrijwel) voortdurend de nadruk te leggen op consumentisme en financiële groei zal aan andere menselijke behoeften steeds moeilijker kunnen worden voldaan en zullen deze voor steeds meer mensen uit hun directe leefomgeving verdwijnen. Ook moeilijk of niet in geld uit te drukken waarden zoals natuur, leefbaarheid en het gevoel van welzijn met alle daarmee samenhangende aspecten maken volgens Heertje deel uit van het economische speelveld. Daarom behoren bij het afwegen van economische belangen deze waarden en menselijke behoeftes nadrukkelijk te worden meegewogen. Daarbij pleitte Heertje voor aangepaste soberheid. Mede om deze reden heeft Heertje zich nadrukkelijk tegen het doortrekken van de A15 van Bemmel naar Zevenaar gekeerd; daarbij zou de financiering van elke variant van dat project op financieel drijfzand zijn gebaseerd.
In de jaren 1970 vocht Heertje een uiteindelijk vergeefse strijd voor het behoud van het Amsterdams Volkstoneel, waarvan hij bestuursvoorzitter was.
Halverwege de jaren negentig richtte hij samen met Jo van der Hal de Stichting Behoud Weesper Synagoge op die dankzij donateurs de sinds 1942 niet meer gebruikte synagoge in Weesp van de gemeente kon kopen. Hij was actief binnen de Stichting Vrienden van de Weesper Synagoge die het gebouw beheert.
Bij de oprichting van de vereniging Beter Onderwijs Nederland trad Heertje toe tot het Comité van Aanbeveling. Deze vereniging heeft tot doel 'het zo goed mogelijk tot bloei laten komen van de potenties van leerlingen en studenten door gedegen vakinhoudelijke en algemene vorming'.
In 2014 publiceerde Heertje het boek 'Economie'. In dit boek argumenteert Heertje dat de economische wetenschap ook na de financiële crises nog springlevend is. Naast aandacht voor onderwijs is er in dit boek ook aandacht voor de inhumane jeugdzorg.

### Kort geding verloren
In 2014 verloor Heertje een kort geding dat Bureau Jeugdzorg tegen hem had aangespannen omdat Heertje in artikelen op de website van RTL Nieuws en in de Volkskrant had geschreven dat Jeugdzorg strafbaar, misdadig of crimineel handelde in een zaak rond een jongen die onder toezicht van de jeugdbescherming stond. Volgens Heertje was een 7-jarig jongetje uit Amsterdam door Jeugdzorg "ontvoerd" van school en naar een geheime plaats gebracht, en hij noemde daarbij namen van betrokken medewerkers. Volgens de rechtbank in Amsterdam was er geen noodzaak de namen van individuele medewerkers te noemen. Ook vond de rechter het onnodig kwetsend en grievend dat Heertje in zijn publicaties vergelijkingen trok tussen het handelen van Bureau Jeugdzorg en gebeurtenissen in de Tweede Wereldoorlog. De publicaties moesten van het internet worden verwijderd.

## Bibliotheek
Heertje bezat een uitgebreide wetenschappelijke bibliotheek. Hij verzamelde bijzondere boeken op zijn vakgebied en bezat onder andere de eerste, ingenaaide druk van Das Kapital van Karl Marx en An Essay on the Principles of Population van Thomas Malthus uit 1798.

## Familie
Arnold Heertje was getrouwd en had drie zoons. Net als zijn middelste zoon, de cabaretier Raoul Heertje, schreef hij columns voor het dagblad Het Parool. Een deel van die columns is verzameld in zijn boek De vierkante waarheid.

## Onderscheidingen
Arnold Heertje werd in oktober 1995 benoemd tot Ridder in de Orde van de Nederlandse Leeuw, omdat hij veertig jaar in dienst was van de Universiteit van Amsterdam.